# Régis Ribeiro de Souza
Régis Ribeiro de Souza (Brasilia, 3 giugno 1989) è un calciatore brasiliano, difensore del Nação.

## Caratteristiche tecniche
È una terzino destro.